# Чарлз Уилкс
Чарлз Уилкс (на английски: Charles Wilkes) е американски военноморски офицер и изследовател.

## Биография

### Произход и военноморска кариера (1798 – 1830)
Роден е на 3 април 1798 година в Ню Йорк, САЩ. Когато е на 3-годишна възраст умира майка му и през 1802 е даден за отглеждане при леля си. Когато през 1803 леля му овдовява и остава с пет деца сираци, Чарлз е пратен в интернат, след което постъпва в Колумбийския колеж (сега Колумбийския университет). Получава отлични знания по математика и навигация и от 1815 да 1817 плава на търговски кораби.
На 1 януари 1818 постъпва във военноморския флот на САЩ като гардемарин. Плава до Балтийско и Средиземно море. През май 1821 е назначен на линкора „Франклин“, на който се отправя на пътешествие към Южна Америка. По време на плаването за кратко командва спомагателен кораб в ескадрата, а на 3 март 1823 е назначен за капитан на търговски кораб, отплаващ за Бостън. След благополучното пристигане в Бостън Уилкс отново служи на линкора „Франклин“ до 1826.
На 16 април 1826 Уилкс се жени за Джейн Джефри Ренуик (Jane Jeffrey Renwick) и от този брак се раждат четири деца. На 28 април същата година е произведен в чин лейтенант. През март 1827 подава молба до хидрографската служба за назначаване, но през юли 1829 се отказва от назначението си и приема предложението да участва в подготовката на национална комплексна американска експедиция в Тихия океан и Антарктида. Така той се сблъсква с пътешествието, с което впоследствие се прославя пред света. Тогава Уилкс не подозира, че организацията ще отнеме почти 10 години и той не само ще участва в нея, но и ще я възглавява.

### Научноизследователска дейност (1830 – 1838)
През април 1830 Уилкс се връща във флота и плава на кораба „Бостън“ по Средиземно море. На 15 ноември същата година е назначен на кораба „Феърфилд“ и плава на него до май 1831, след което очаква по-нататъшни разпореждания.
През октомври 1832 се завръща на активна служба, като картира залива Нарагансет. През този период Уилкс се запознава с основателя на Бреговата геодезическа служба на САЩ Фердинанд Рудолф Хеслер, от когото научава изключително много. През февруари 1833 възглавява Картографския департамент на Военноморските сили на САЩ.
През август 1836 възглавява комисия в Европа, която закупува необходимите инструменти за Националната научноизследователска експедиция. През март 1837 Уилкс получава предложение на морския министър да заеме поста в астрономическото ведомство и през есента на същата година участва в океанографското изследване на бреговете на Южна Каролина.

### Експедиционна дейност (1838 – 1842)
Експедицията, възглавявана от Уилкс, се състои от шест кораба начело с флагманския кораб „Винсенс“ и в нея участват множество учени – филолози, ботаници, картографи, геолози и други. Експедицията не извършва никакви големи открития в Тихия океан, но учените, участващи в нея, откриват начина и пътя на заселването на Океания от полинезийците и разработват нова, вярна теория за образуването на кораловите рифове. От 1838 до 1842 експедицията изследва и описва над 260 острова в групите Самоа, Фиджи, Хавайските о-ви, архипелага Туамоту (вторично откриване на атолите Аратика – 3 септември и Ахе – 6 септември 1839), о-вите Феникс (откриване на атола Орона – 26 август 1840, 4°30′ ю. ш. 172°10′ з. д. / 4.5° ю. ш. 172.166667° з. д.) и Токелау.
През декември 1839 Уилкс получава заповед от американското правителство да се насочи на юг в антарктически води за търсене на Южния магнитен полюс. На 1 януари 1840 в Антарктида открива Земя Уилкс (100 – 136º 20` и.д.), на 7 февруари – нос Кар (66°02′ ю. ш. 130°30′ и. д. / 66.033333° ю. ш. 130.5° и. д.), на 10 февруари – ледника Тотън (116º 10` и.д.), на 11 февруари – Бряг Бад (109 – 115º 30` и.д.), на 17 февруари – залива Винсенс (109º 30` и.д.), Бряг Нокс (100 – 109º и.д.) и шелфовия ледник Шакълтън. През 1841 изследва част от басейна на река Колумбия в Северна Америка.
След приключването на експедицията издава труда „Narrative of the US exploring expedition“ (Philadelphia, 1845, v. I-V.), който излиза в пет тома и е придружен с множество илюстрации и карти.

### Следващи години (1842 – 1877)
През 1843 Уилкс е повишен в звание командир, а през 1855 – в капитан. Участва в Гражданската война на страната на Севера и участва в няколко морски сражения с Юга. През 1862 става комодор и патрулира с кораба си във водите на Бермудските о-ви. В края на Гражданската война е осъден на три години от военен съд за неподчинение, но след намесата на президента Абрахам Линкълн присъдата е отменена и на 25 юли 1866 е повишен в звание контраадмирал и пенсиониран.
Умира на 8 февруари 1877 година във Вашингтон на 78-годишна възраст.

## Памет
Неговото име носи Земя Уилкс (100° – 136º 20` и.д.) в Антарктида.